# الريدات (بعدان)

تعديل مصدري - تعديل

الريدات محلة تابعة لقرية الغوضة، التابعة لعزلة المنار بمديرية بعدان إحدى مديريات محافظة إب في الجمهورية اليمنية، بلغ تعداد سكانها 38 حسب تعداد اليمن لعام 2004.